# 张广宁
张广宁（1953年8月—），男，汉族，祖籍山东惠民，中华人民共和国政治人物。广州业余大学中文专业毕业，广州钢铁厂职工大学企业管理工程专业毕业，中山大学研究生院科学技术哲学专业哲学硕士学位。

## 生平
中學時期就讀於廣州市真光中學。1971年8月参加工作，加入廣鋼，历任廣州鋼鐵廠工人、班长、工段团支部书记。1973年11月加入中国共产党。1974年2月，任广州钢铁厂车间副主任、党总支副书记（其间：1977年9月至1980年7月，在广州业余大学中文专业学习）。1981年至1984年，在北京钢铁学院与广州钢铁厂职工大学合办的管理工程专业学习。1984年8月，任广州钢铁厂车间副主任、主任，分厂厂长、厂党委委员。1990年8月，任广州钢铁厂党委副书记兼教育（培训）中心主任。1991年11月，任广州钢铁厂党委书记。1993年8月，任广州钢铁厂党委书记、厂长。1994年5月厂转制为公司后，任广州钢铁集团有限公司党委书记、董事长、总经理，兼广州珠江钢厂工程筹建指挥部临时党委书记，广州珠江钢铁有限责任公司董事长。
1996年12月，任广州市人民政府副市长、党组成员。2000年5月，任中共广州市委常委，广州市人民政府常务副市长、党组成员，兼广州南沙开发区建设指挥部总指挥、临时党委书记。2002年12月，任中共广州市委副书记，广州市人民政府常务副市长、党组成员，兼广州南沙开发区建设指挥部总指挥、临时党委书记。2003年2月，任中共广州市委副书记，广州市人民政府代市长、党组成员，兼广州南沙开发区建设指挥部总指挥、临时党委书记。2003年3月，任广州市人民政府市长。2010年4月9日，任中共广东省委常委、广州市委书记。任内广州市成功举办了2010年亚洲运动会。2011年12月16日，不再担任中共广州市委书记职务，作为广东省委常委分管南沙开发工作。2012年5月13日，中国共产党广东省第十一次代表大会选举产生新一届广东省委常委，张广宁并未出现在新一届广东省委常委名单中，但继续当选为省委委员，并出现在中共十八大广东代表团名单中。同年8月，媒体一度谣言其跳楼自杀，或与广州电视台主播张小莉结婚，后均得到辟谣。
2012年9月12日，中央组织部和国务院国资委党委在鞍钢集团公司召开会议，宣布中央关于鞍钢集团公司设立董事会和张广宁任董事长、党委书记，张晓刚任总经理的决定。2016年1月19日，不再担任鞍钢集团公司董事长、党委书记，由唐复平暂时主持鞍钢集团公司党政全面工作。同年姚林成為鞍钢集团董事长、党委书记。
2016年1月，当选广东省人大常委会副主任、党组副书记。2017年1月22日，辞去广东省人大常委会副主任职务。